# Initiate
Initiate ist ein Doppelalbum der Nels Cline Singers, das zwischen dem Pop- und dem Jazzgenre eingeordnet wird. Die Studioaufnahmen (CD 1) entstanden vom 23. bis 25. März 2009 in den Fantasy Studios Berkeley, die Livemitschnitte (CD 2) am 3. September 2009 im Cafe Du Nord in San Francisco. Das Album erschien 2010 auf Cryptogramophone.

## Hintergrund
Seit Cline 2004 bei Wilco spielte, trat die Arbeit mit den Nels Cline Singers in den Hintergrund. Initiate ist nach Instrumentals (2001), The Giant Pin (2003) und Draw Breath (2007) das vierte Album der Formation Nels Cline Singers, dem Trio Nels Clines mit dem Bassisten Devin Hoff und dem Schlagzeuger Scott Amendola, das 2009 wiederbelebt wurde.

## Musik des Albums
Das Trio steht mit seinen Einflüssen aus Jazz, experimenteller und Rockmusik in der Tradition der Bands von Jimi Hendrix und Tony Williams’ Lifetime Trio mit John McLaughlin. Auf dem Live-Album wirken gelegentlich weitere Musiker mit.

## Titelliste
- The Nels Cline Singers: Initiate (Cryptogramophone – CG 143)[4]

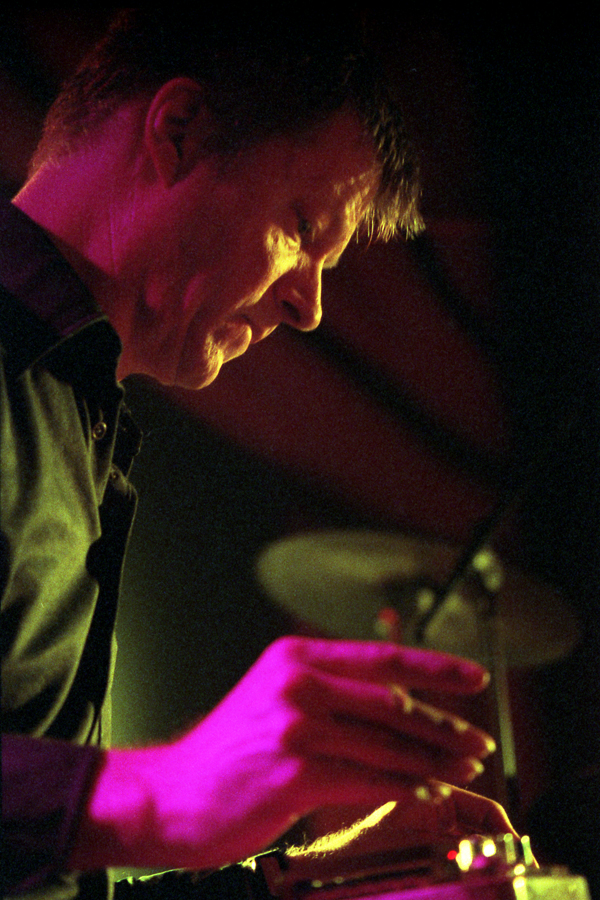
Nels Cline 2004

### CD 1: Studio
1. Into It – 2:51
2. Floored – 5:04
3. Divining – 7:37
4. You Noticed – 2:53
5. Red Line to Greenland (Nels Cline / Devin Hoff / Scott Amendola) – 8:57
6. Mercy (Supplication) – 2:25
7. Grow Closer – 6:45
8. Scissor/Saw (Nels Cline / Devin Hoff / Scott Amendola) – 3:41
9. B86 (Inkblot Nebula) – 2:10
10. King Queen – 7:15
11. Zingiber – 3:51
12. Mercy (Procession) – 7:00
13. Into It (You Turn) – 2:55

### CD 2: Live
1. Forge – 8:20
2. Fly Fly – 11:25
3. Raze – 8:08
4. And Now the Queen (Carla Bley) – 5:35
5. Blues, Too – 7:13
6. Thurston County – 9:14
7. Sunken Song – 7:05
8. Boogie Woogie Waltz (Joe Zawinul) – 14:25

Alle anderen Kompositionen stammen von Nels Cline.

## Rezeption
Thom Jurek vergab an das Album im AllMusic 4½ (von fünf) Sternen und meinte, Nels Cline sei durch seine Mitgliedschaft in der Band „Wilco“ sehr bekannt geworden, aber es sei seine Arbeit unter eigenem Namen, die ihn auszeichne. Divining, enthalten auf der ersten CD, sei ein „halluzinatorisches Stück“, das akustisch gespielt mit Mbiras und Kontrabass beginnt, bevor Clines akustische Gitarre hinzukommt. Dann entwickle sich das Ganze textural und dynamisch zu einer „Orgie von elektrischem Jazz-mit-Weltmusik“ mit offenem Ende, mit wortlosem Gesang einen Percussionsteppich vermintes Gelände erkundend, als man dies etwa von Pat Metheny gewohnt sei. Grow Closer entwickle sich aus Latin-Rhythmen in nordafrikanische Spielweisen; King Queen lehne sich stilistisch an die Jamsessions der frühen Santana-Band an, wozu das Orgelspiel des Gastmusikers David Witham beitrage.
John Fordham schrieb im Guardian, man solle sich nicht vom Namen der Band täuschen lassen; diese „verbrannte Erde“ Metal-Electronica-Improvisationsband ziehe einem die Socken aus. Während im Studio-Teil  schmatzende Funkgrooves an den Klang der späten Miles Davis Tourneeband erinnerten, sei der Live-Teil „unbarmherzig knapp“, gelegentlich ergänzen explosive Electronics und an das Gebrüll eines verwundeten Elefanten erinnernde Klänge die frei improvisierten Duette mit Bassist Devin Hoff. Blues Too sei ein unerwartet prächtige Entwicklung von Läufen über Besenspiel und gelegentlichen Bogenspiel, was an Jim Hall erinnere. In der 15-minütigen Joe-Zawinul-Komposition Boogie Woogie Waltz lodere eine Klangpalette, in dem ein melodisches Motiv eine chinesische Erhu-Geige nachahmt. “It's pretty fierce, but a contemporary guitar buff's dreamworld”, resümiert Fordham.
Troy Collins meinte in All About Jazz, Nels Cline offenbare mit dem Doppelalbum zwei verschiedenen Aspekte seiner Band Singers; so sei die von Ron Saint German (der als Toningenieur für Bands wie Bad Brains und Soundgarden arbeitete) eine sauber eingespielte Studiosession in der jede Nuance in kristallinem Detail eingefangen sei. Die zweite Platte hingegen (der erste offizielle Livemitschnitt des Trios) sei ein „rauher und uneditierter Schnappschuss“ der Singers und sei das „Yang“ zu dem „Yin“ des Studio-Sets. Dort hätten die Singers sich in einer breiten Palette von Genres bewegt, mit Bezügen zu Latin, Miles Davis (Floored) bis hin zu ruhigen Balladen wie You Noticed und Mercy (Supplication). Wie kaum ein anderer zeitgenössischer Gitarrist habe Cline die Innovationen von Jimi Hendrix absorbiert, indem er makellos Pedalspiel und Effektgeräte in sein expressives Spiel einbezieht.
Mit seiner Verbindung von Studio-Präzision und Live-Energie offenbare Initiate das wohl vollständigste Bild der Nels Cline Singers. Mit dem Cover (eine Fotografie des Bildjournalisten Simon Norfolk des Large Hadron Collider im CERN) würde diese Zusammenstellung die drängende elektrische Energie der Band eingefangen; dies beweise, dass man manchmal „ein Buch nach seinem Umschlag auswählen“ könne.
Mike Shandley notierte in JazzTimes, Initiate zeige die unterschiedlichen Fähigkeiten des Trios von brutaler Kraft bis hin zu sanfter Gelöstheit. In  Pitchfork Media stellte Joe Tangari fest: „Mehr als alles andere zeigt Initiate eine Band, deren Gespüren für das Geben und Nehmen sowie für ein intuitives Zusammenspiel extrem weit entwickelt ist.“ Cline sei in der Lage, seine Mitstreiter überall dort hinzuführen, wohin sein Sinn ihn treibt, und sie folgen ihm mit Leichtigkeit, ob er Frippertronics mit Jazz mischt oder Krautrock à la Wilco, oder ob David Witham ein 60er-Jahre-Orgelsolo einflechte. Cline mag mit dem Schaffen unter eigenem Namen kaum ein größeres Publikum erreichen, aber das dürfte auch nicht sein Ziel sein. Die Resultate seien „überschwänglich, chaotisch, und einige Stunden unserer Zeit wert“.